# نبيه (اسم)
نبيه هو اسم علم مذكر من أصل عربي، ومعناه هو صفة مشبهة، من النباهة الفطين الشريف المتيقظ الذكي، مؤنثه نبيهة.

## شخصيات تحمل الاسم
- نبيه أمين فارس (1906[3] – 1968)
- نبيه العظمة (عسكري سوري، 1886 – 1972)
- نبيه القاسم (القرن 20 – )
- نبيه بري (سياسي لبناني، 28 يناير 1938 – )
- نبيه فرحات (عسكري لبناني)
- نبيه يوسف (مهندس أمريكي، القرن 20 – )

## وصلات خارجية
- موسوعة السلطان قابوس لأسماء العرب